# Sérgio Batata
Sérgio Leândro Santos Seixtos, Batata (ur. 23 marca 1979, Montes Claros w Brazylii) – polski piłkarz pochodzenia brazylijskiego, występujący na pozycji pomocnika.

## Kariera klubowa
Wychowanek brazylijskiego klubu Clube Atlético Mineiro z Belo Horizonte. Następnie był piłkarzem Cruzeiro EC. W 1996 sprowadzony do Polski przez Antoniego Ptaka. 11 maja zadebiutował w polskiej I lidze w barwach ŁKS Łódź, w meczu z Polonią Warszawa (4:2). W kolejnym sezonie występował w Piotrcovii (wówczas klubie satelickim ŁKS), w 1998 powrócił do ŁKS. Następnie występował w: Lechii/Polonii Gdańsk, ponownie ŁKS, GKS Katowice, Pogoni Szczecin (wicemistrzostwo Polski 2001), KSZO Ostrowiec Świętokrzyski, niemieckim TuS Koblenz 1911, Piotrcovii, Widzewie Łódź, ponownie Piotrcovii i znów Pogoni Szczecin.
Po niemal rocznej przerwie spowodowanej kontuzją (która o mało nie zakończyła jego kariery piłkarskiej) do gry powrócił 22 kwietnia 2006 w meczu przeciwko Cracovii. 8 lutego 2007 rozwiązał kontrakt ze szczecińskim klubem i powrócił do Brazylii, gdzie grał w Brasil Pelotas, razem z m.in. innymi byłymi zawodnikami Pogoni – Claudio Milarem i Mineiro. Sérgio Batata będąc już Polakiem był traktowany w ojczyźnie jako imigrant (musiał zrzec się obywatelstwa brazylijskiego), toteż nie mógł w niej przebywać dłużej niż 6 miesięcy w roku. Tym samym został zmuszony do powrotu do Polski.
1 lipca 2007 podpisał roczny kontrakt z ekstraklasową Dyskobolią Grodzisk Wielkopolski. W sezonie 2008/2009 był zawodnikiem pierwszoligowej Warty Poznań. Następnie reprezentował barwy III-ligowej Stali Niewiadów, a 23 lutego 2010 roku podpisał z II-ligowym Zawiszą Bydgoszcz półroczny kontrakt z opcją przedłużenia. W sezonie 2010/2011 reprezentował barwy Kotwicy Kołobrzeg. 23 lutego 2011 roku został zawodnikiem Motoru Lublin. W lipcu 2012 roku podpisał kontrakt z Chełmianką Chełm.

## Życie prywatne
11 kwietnia 2006 Prezydent RP Lech Kaczyński nadał Batacie obywatelstwo polskie. Niespełna siedem miesięcy później odebrał akt nadania obywatelstwa RP. Posiada wyłącznie polskie obywatelstwo, gdyż po otrzymaniu polskiego paszportu musiał zrzec się obywatelstwa Brazylii.

## Sukcesy
Dyskobolia Grodzisk Wielkopolski:
- Puchar Ligi Polskiej (1): 2007/08